# Ináncs
Ináncs là một thị trấn thuộc hạt Borsod-Abaúj-Zemplén, Hungary. Thị trấn này có diện tích 10,98 km², dân số năm 2010 là 1271 người, mật độ 116 người/km².